# Dolina Cicha Liptowska

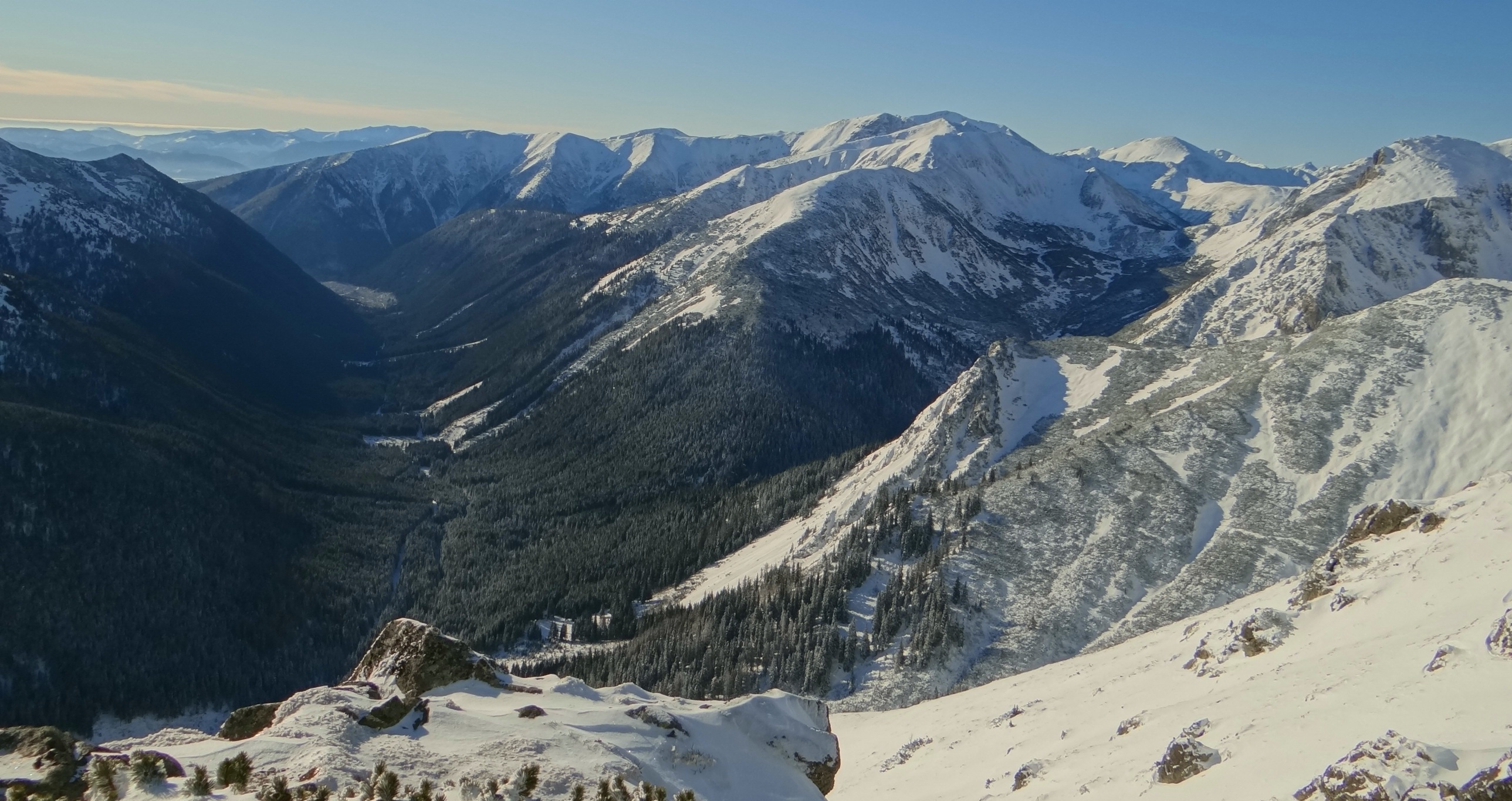
Dolina Cicha, główny ciąg

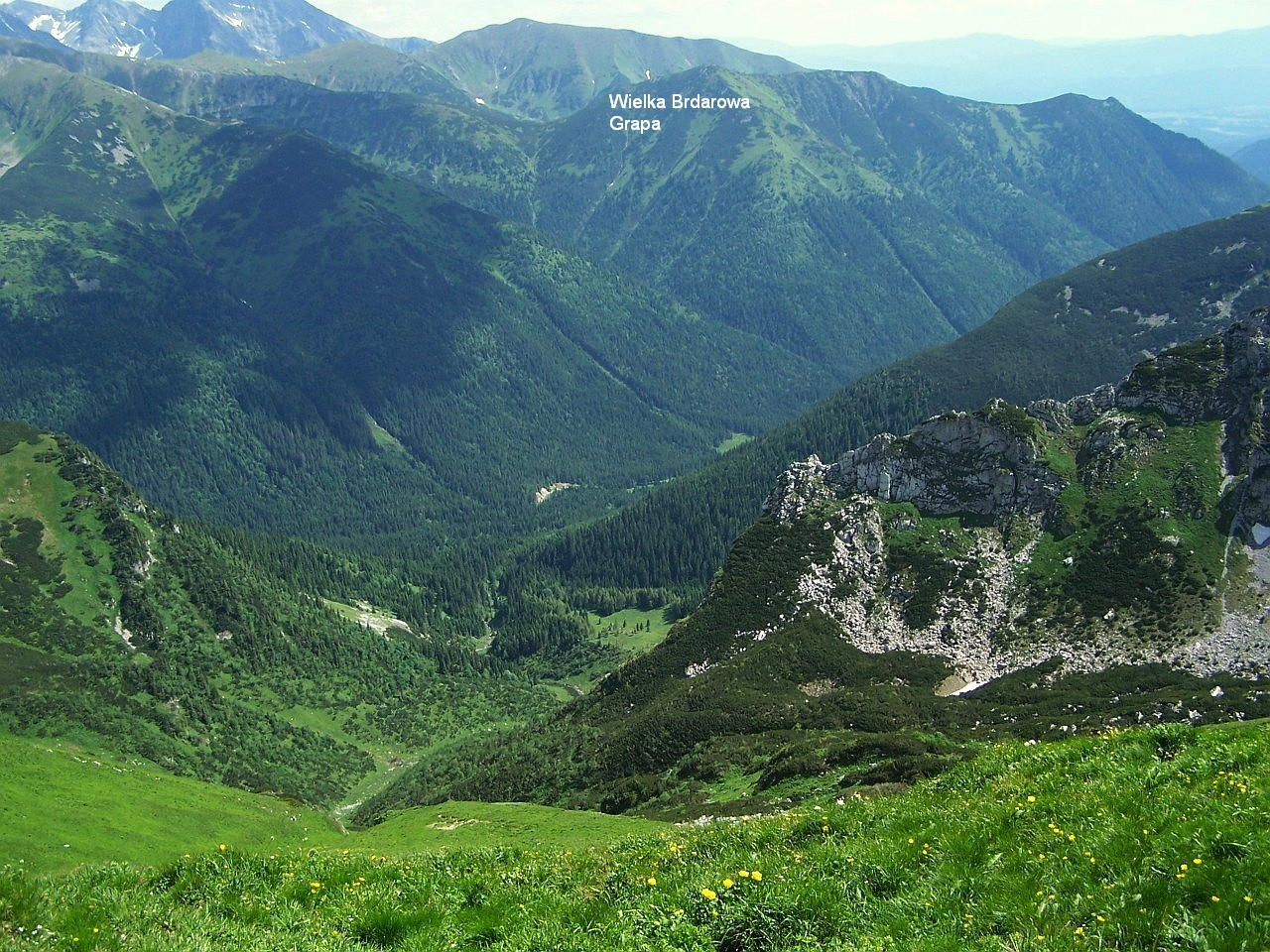
Dolina Cicha, widok z Kopy Kondrackiej

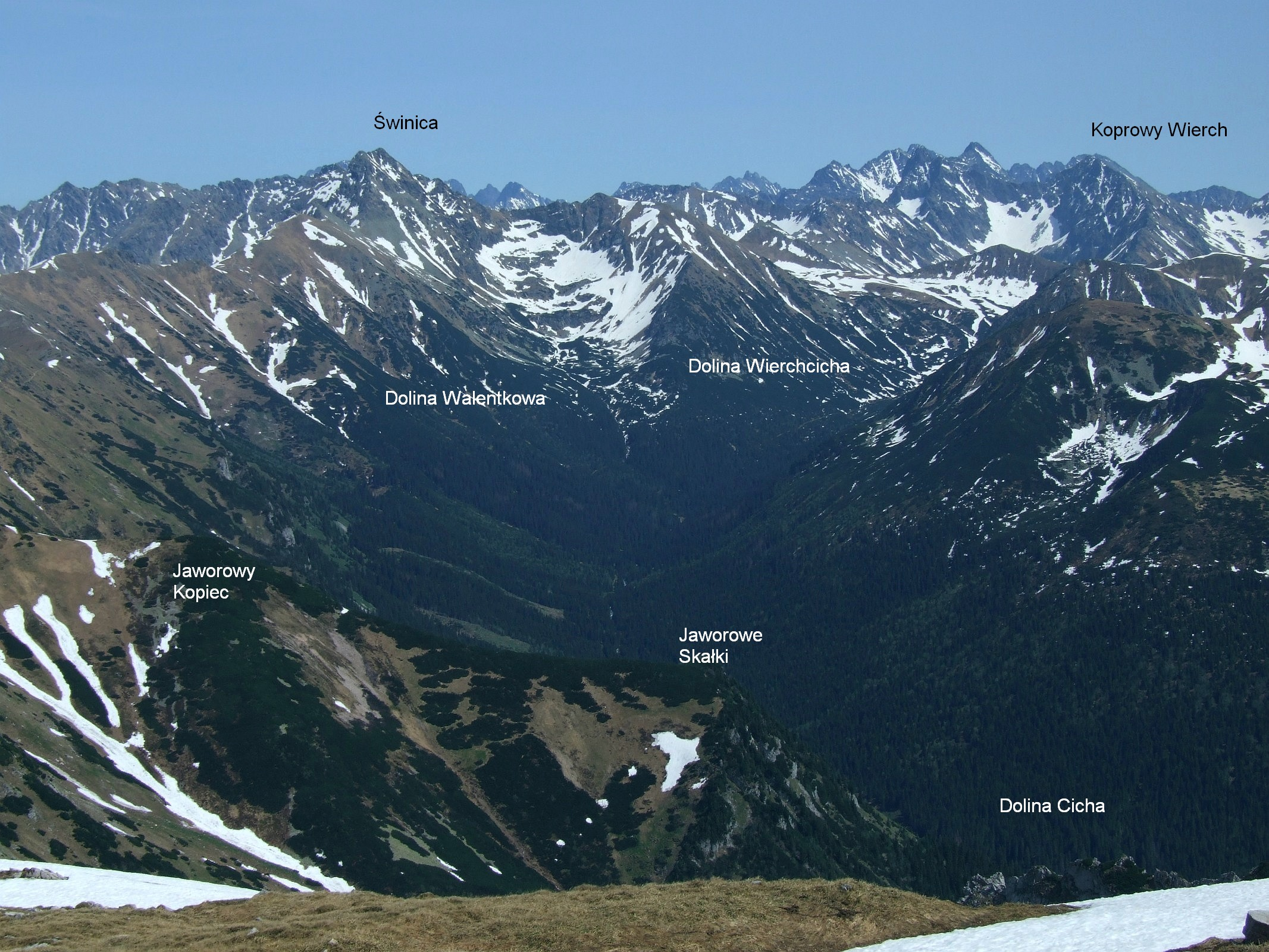
Górna część Doliny Cichej

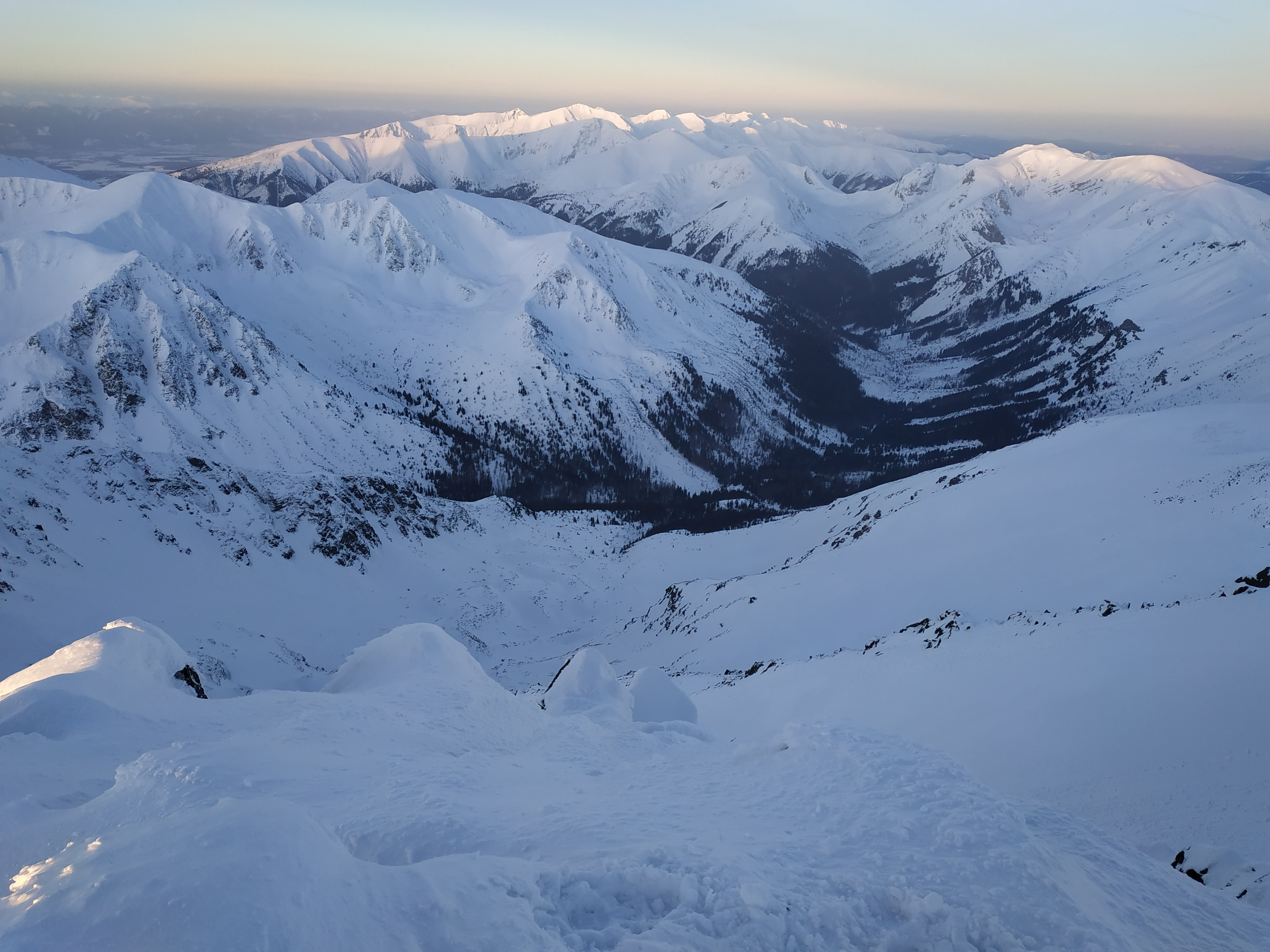
Dolina Cicha ze Świnicy

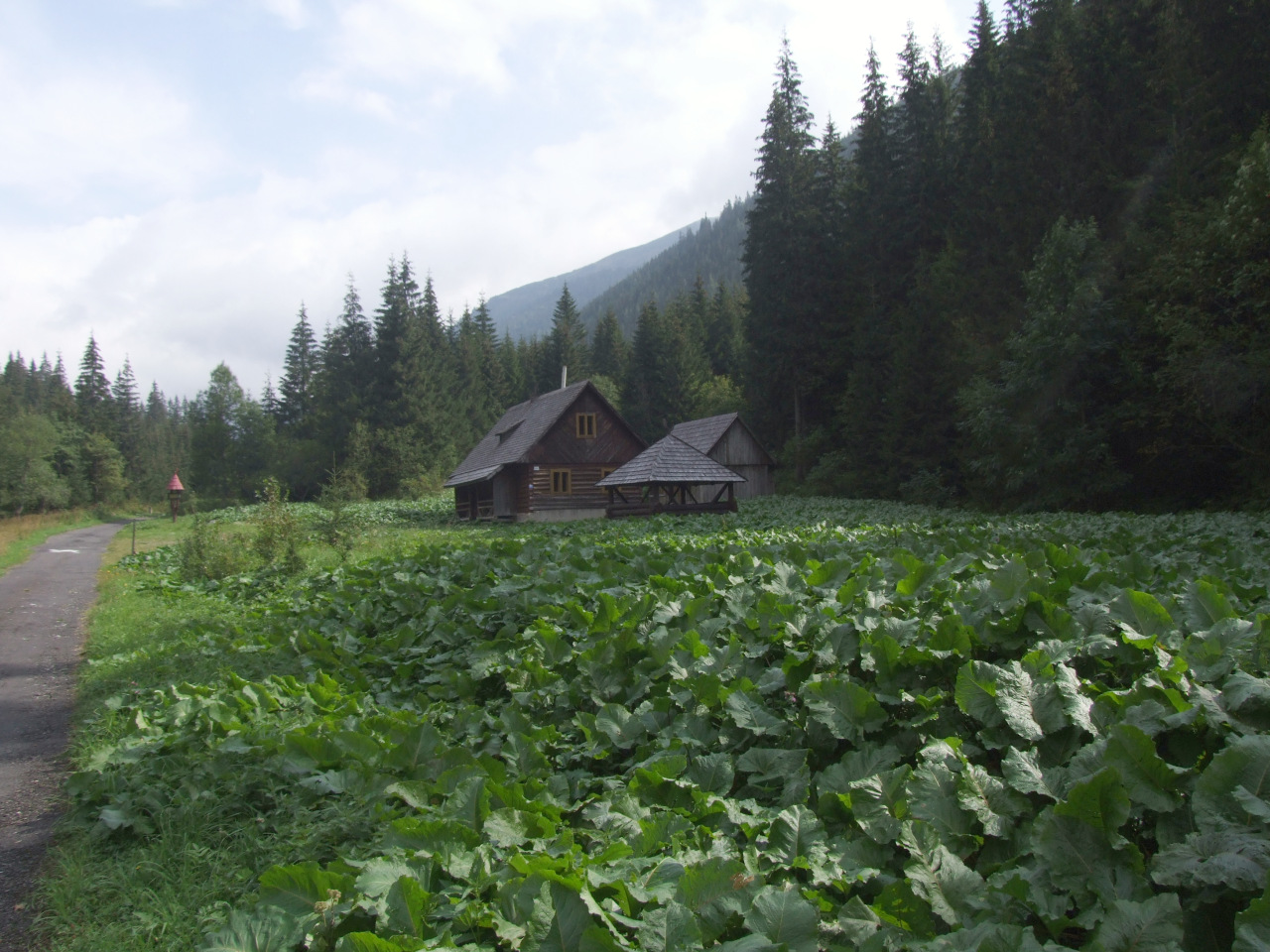
Dolina Cicha

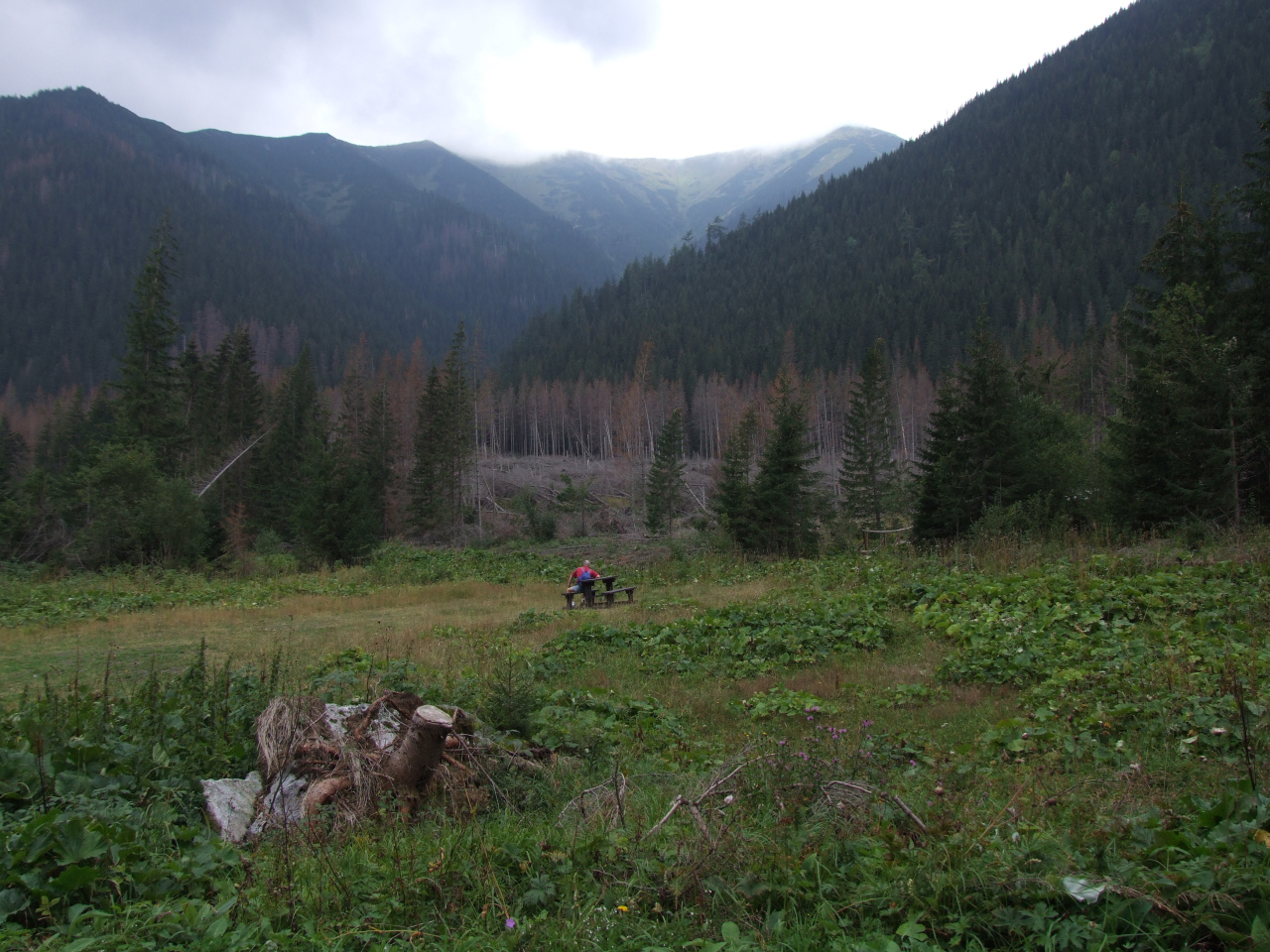
Dolina Cicha

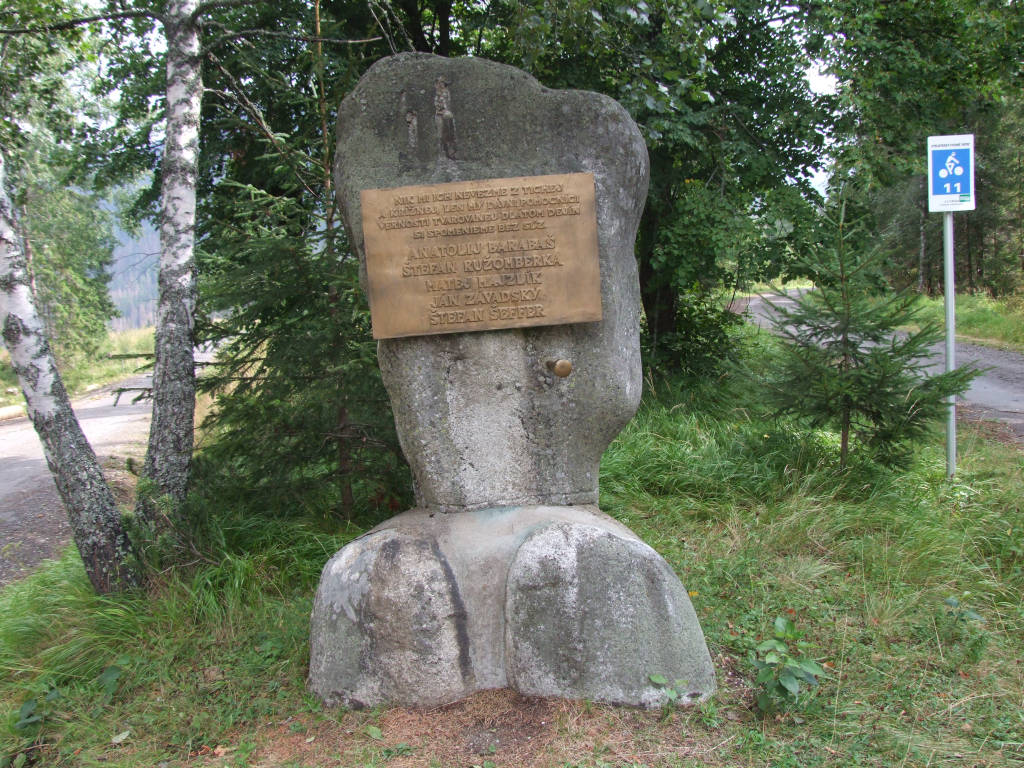
Pomnik upamiętniający słowackich partyzantów w II wojnie światowej

Dolina Cicha (słow. Tichá dolina, niem. Tychatal, węg. Ticha-völgy) – dolina walna położona na terenie słowackiej części Tatr. Według ustaleń polskich geografów Dolina Cicha stanowi granicę między Tatrami Wysokimi a Zachodnimi, niektórzy słowaccy zaś zaliczają ją całą wraz z masywem Liptowskich Kop do Tatr Zachodnich. Dla odróżnienia od Doliny Cichej na Orawie na mapach nazywana jest Doliną Cichą Liptowską.

## Topografia
Należy do największych dolin tatrzańskich. Jej powierzchnia to ok. 52,3 km², a długość ok. 16,0 km. Wejście do doliny umiejscowione jest w okolicach Podbańskiej (Podbanské). W dolnych partiach dolina biegnie w kierunku północnym, dalej skręca w kierunku północno-wschodnim, a w ok. 2/3 długości skręca pod ostrym kątem na wschód, podchodząc pod Gładką Przełęcz (Hladké sedlo).
System Dolina Cichej Wody Liptowskiej – Dolina Koprowa – tworzy największą w Tatrach dolinę walną, łączna powierzchnia jej głównej gałęzi i wszystkich odgałęzień wynosi ponad 83,5 km².
Dolina Cicha graniczy:
- w dolnej partii od wschodu i południowego wschodu z Doliną Koprową (Kôprová dolina), rozdziela je grań Kop Liptowskich (Liptovské kopy) z kulminacjami: Krzyżne Liptowskie (Krížne, 2039 m n.p.m.), Wielka Kopa Koprowa (Veľká kopa, 2052 m) i Cichy Wierch (Tichý vrch, 1979 m)
- w górnej części od wschodu z położoną na terenie Polski Doliną Pięciu Stawów Polskich, rozdziela je odcinek głównej grani Tatr od Gładkiego Wierchu (Hladký štít, 2065 m) do Świnicy (Svinica, 2301 m)
- od północy z polskimi dolinami: Gąsienicową, Bystrej, Małej Łąki oraz od zachodu z Doliną Kościeliską, rozdziela je główna grań Tatr Wysokich od Świnicy do przełęczy Liliowe (Ľaliové sedlo) oraz grań Tatr Zachodnich przez Kasprowy Wierch (Kasprov vrch, 1987 m), Goryczkową Czubę (Goričkova kopa, 1913 m), Suchy Wierch Kondracki (Suchý vrch Kondracký, 1899 m), Kopę Kondracką (Kondracká kopa, 2005 m), Małołączniak (Malolúčniak, 2096 m), Krzesanicę (Kresanica, 2122 m), Ciemniak (Temniak, 2096 m), Tomanowy Wierch Polski (Poľská Tomanová, 1977 m), Smreczyński Wierch (Smrečiny, 2066 m), po Kamienistą (Veľká Kamenistá, 2121 m)
- od zachodu z Doliną Kamienistą (Kamenistá dolina), rozdziela je grzbiet Hlina odchodzący od Kamienistej na południe z Hlińskim Wierchem (Hlinov vrch). Dolina Kamienista jest czasami traktowana jako część systemu Doliny Cichej.

Od Doliny Cichej odchodzą liczne doliny i dolinki:
- w dolnej części doliny w stronę Kop Liptowskich:
  - Dolina Krzyżna (Krížna dolina)
  - dolina Koprowica (Kôprovnica)
  - Dolina Szpania (Špania dolina)
- w kierunku wschodnim, pod główną grań Tatr podchodzi Dolina Wierchcicha (Zadná Tichá dolina), od niej odchodzą: Dolina Walentkowa (Valentkova dolina, Kamenná Tichá dolina), Zadnie Rycerowe (Temná Tichá dolina), Wielkie Rycerowe (Zadné Licierovo) i Małe Rycerowe (Predné Licierovo)
- w kierunku zachodnim:
  - w górnej części – Dolina Tomanowa Liptowska (Tomanova dolina)
  - w środkowej – Dolina Jaworowa Liptowska (Javorová dolina) i dolina Hlina (dolina Hliná).

## Historia
Była jednym z ważniejszych terenów pasterskich w słowackich Tatrach. Miejscowości Kokawa i Wychodna wypasały na niej około 1500 owiec i 200 sztuk bydła. Wypas trwał do 1955 r. Dzięki swojemu położeniu w pobliżu Zakopanego przejście przez tę dolinę od dawna było wykorzystywane przez handlarzy, myśliwych i zbójników. W czasie II wojny światowej zazwyczaj tędy przechodzili uciekinierzy na Węgry i kurierzy polskiego podziemia. W 1944 r. ukrywały się na niej liczne oddziały partyzantów słowackich i radzieckich, z którymi Niemcy toczyli krwawe boje. Upamiętniają to pomniki. Po wojnie wędrowali tędy przemytnicy, słowacka straż graniczna miała tutaj swoją stałą placówkę u wylotu doliny. Obecnie cały rejon doliny jest obszarem ochrony ścisłej.

## Geologia i rzeźba terenu
Niemal cała dolina jest zbudowana ze skał krystalicznych, głównie z gnejsów i łupków. Jedynie w rejonie Czerwonych Wierchów i Kasprowego Wierchu występują skały osadowe. W połowie długości dolina zmienia kierunek, spowodowane jest to tym, że odcinek ten znalazł się w strefie największego tatrzańskiego poprzecznego zapadliska strukturalnego, tzw. depresji Goryczkowej. Cała dolina w przedostatnim glacjale była zlodowacona, w ostatnim natomiast występowały w niej tylko nieduże lodowce wypełzające z 11 kotłów lodowcowych na skraj głównego żłobu lodowcowego. Badaniem polodowcowej rzeźby tej doliny zajmowali się polscy uczeni: Janina Mastalerzówna i Mieczysław Klimaszewski.
W zimie z niemal wszystkich jej zboczy schodzą lawiny, niektóre są ogromne.

## Wody
Spod Gładkiej Przełęczy płynie potok Cicha Woda (Tichý potok), który przepływa przez całą dolinę i w dolnej jej części łączy się z Koprową Wodą (Kôprovský potok), dając początek Białej Liptowskiej (Belá). W górnej części doliny znajdują się dwa niewielkie Tomanowe Stawki (Tomanove plesá).

## Szlaki turystyczne
– żółty z Podbańskiej przez całą dolinę i Rozdroże pod Kasprowym na Kasprowy Wierch.
- Czas przejścia z Podbańskiej do rozdroża: 3:40 h, ↓ 3:30 h
- Czas przejścia z rozdroża na Kasprowy Wierch: 2:20 h, ↓ 1:40 h

  – czerwony odgałęziający się na Rozdrożu pod Kasprowym i biegnący na przełęcz Zawory i Gładki Wierch.
- Czas przejścia od rozdroża na Zawory: 2:20 h, ↓ 1:40 h
- Czas przejścia z przełęczy na Gładki Wierch: 15 min w obie strony

Z Rozdroża pod Tomanową prowadził czerwony szlak na Tomanową Przełęcz, został jednak zamknięty przez TANAP w czerwcu 2008 r. W latach siedemdziesiątych XX wieku istniał także oznaczony kolorem zielonym szlak z przełęczy Zawory na przełęcz Liliowe, obecnie przejście jest zabronione.
 – czerwony szlak rowerowy przez całą długość doliny aż do Rozdroża pod Kasprowym